# Södra Västgöttjärnen
Södra Västgöttjärnen är en sjö i Filipstads kommun i Värmland och ingår i Göta älvs huvudavrinningsområde. Sjön har en area på 0,0631 kvadratkilometer och ligger 240,7 meter över havet. Sjön avvattnas av vattendraget Tvärälven.

## Delavrinningsområde
Södra Västgöttjärnen ingår i det delavrinningsområde (661097-142201) som SMHI kallar för Utloppet av Skarpen. Medelhöjden är 259 meter över havet och ytan är 12,61 kvadratkilometer. Det finns inga avrinningsområden uppströms utan avrinningsområdet är högsta punkten. Tvärälven som avvattnar avrinningsområdet har biflödesordning 5, vilket innebär att vattnet flödar genom totalt 5 vattendrag innan det når havet efter 359 kilometer. Avrinningsområdet består mestadels av skog (72 procent). Avrinningsområdet har 1,86 kvadratkilometer vattenytor vilket ger det en sjöprocent på 14,8 procent.